# بروكلين (ماساتشوستس)
بروكلين (بالإنجليزية: Brookline)‏ هي بلدة تقع في مقاطعة نورفولك في ولاية ماساتشوستس في الشمال الشرقي للولايات المتحدة الأمريكية. وهي جزء من منطقة بوسطن الكبرى، ويحدها من الغرب بلدة نيوتن. يبلغ عدد سكانها 58,732 نسمة وذلك حسب إحصائيات سنة 2010. ويبلغ ارتفاعها عن سطح البحر قرابة 15 متر. تبلغ مساحتها 17.7 كم².
تشتهر هذه البلدة بأنها مسقط رأس الرئيس الأمريكي الـ35 جون كينيدي.

## المناخ
يظهر الجدول التالي التغييرات المناخية على مدار السنة لبروكلين:
| البيانات المناخية لـبروكلين       | البيانات المناخية لـبروكلين | البيانات المناخية لـبروكلين | البيانات المناخية لـبروكلين | البيانات المناخية لـبروكلين | البيانات المناخية لـبروكلين | البيانات المناخية لـبروكلين | البيانات المناخية لـبروكلين | البيانات المناخية لـبروكلين | البيانات المناخية لـبروكلين | البيانات المناخية لـبروكلين | البيانات المناخية لـبروكلين | البيانات المناخية لـبروكلين | البيانات المناخية لـبروكلين |
| الشهر                             | يناير                       | فبراير                      | مارس                        | أبريل                       | مايو                        | يونيو                       | يوليو                       | أغسطس                       | سبتمبر                      | أكتوبر                      | نوفمبر                      | ديسمبر                      | المعدل السنوي               |
| --------------------------------- | --------------------------- | --------------------------- | --------------------------- | --------------------------- | --------------------------- | --------------------------- | --------------------------- | --------------------------- | --------------------------- | --------------------------- | --------------------------- | --------------------------- | --------------------------- |
| الدرجة القصوى °ف (°م)             | 72.0 (22.2)                 | 70.0 (21.1)                 | 89.0 (31.7)                 | 94.0 (34.4)                 | 97.0 (36.1)                 | 100.0 (37.8)                | 104.0 (40.0)                | 102.0 (38.9)                | 102.0 (38.9)                | 90.0 (32.2)                 | 83.0 (28.3)                 | 76.0 (24.4)                 | 104.0 (40.0)                |
| متوسط درجة الحرارة الكبرى °ف (°م) | 36.0 (2.2)                  | 39.0 (3.9)                  | 45.0 (7.2)                  | 56.0 (13.3)                 | 66.0 (18.9)                 | 76.0 (24.4)                 | 82.0 (27.8)                 | 80.0 (26.7)                 | 72.0 (22.2)                 | 61.0 (16.1)                 | 52.0 (11.1)                 | 41.0 (5.0)                  | 58.83 (14.91)               |
| متوسط درجة الحرارة الصغرى °ف (°م) | 22.0 (−5.6)                 | 25.0 (−3.9)                 | 31.0 (−0.6)                 | 41.0 (5.0)                  | 50.0 (10.0)                 | 60.0 (15.6)                 | 65.0 (18.3)                 | 65.0 (18.3)                 | 57.0 (13.9)                 | 47.0 (8.3)                  | 38.0 (3.3)                  | 28.0 (−2.2)                 | 44.08 (6.71)                |
| أدنى درجة حرارة °ف (°م)           | −30.0 (−34.4)               | −18.0 (−27.8)               | −8.0 (−22.2)                | 11.0 (−11.7)                | 31.0 (−0.6)                 | 41.0 (5.0)                  | 50.0 (10.0)                 | 46.0 (7.8)                  | 34.0 (1.1)                  | 25.0 (−3.9)                 | −2.0 (−18.9)                | −17.0 (−27.2)               | −30.0 (−34.4)               |
| الهطول إنش (مم)                   | 3.36 (85)                   | 3.38 (86)                   | 4.32 (110)                  | 3.74 (95)                   | 3.49 (89)                   | 3.68 (93)                   | 3.43 (87)                   | 3.35 (85)                   | 3.44 (87)                   | 3.94 (100)                  | 3.99 (101)                  | 3.78 (96)                   | 43.9 (1٬120)                |
| المصدر: Weather.com               |                             |                             |                             |                             |                             |                             |                             |                             |                             |                             |                             |                             |                             |

## أعلام
- ويليام آيه. ويلمان
- جون كينيدي
- مايك والاس
- كونان أوبراين
- روبرت كينيدي

## وصلات خارجية
- الموقع الرسمي